# Cubophis ruttyi
Espèce
Synonymes
- Alsophis angulifer ruttyi Grant, 1941

Cubophis ruttyi est une espèce de serpents de la famille des Dipsadidae.

## Répartition
Cette espèce est endémique de Little Cayman aux îles Caïmans. 

## Publication originale
- Grant, 1941 "1940" : The herpetology of the Cayman Islands. Bulletin of the Institute of Jamaica, Science Series, vol. 2, p. 1-56.